# Николас Гонзалез
Николас Иван Гонзалез (шп. Nicolás Iván González; Белен де Ескобар, 6. април 1998) је аргентински фудбалер који тренутно наступа за Јувентус као позајмљени играч Фјорентине. Игра на позицији крилног нападача.

## Успеси
Аргентинос јуниорс
- Примера Б Насионал  (1) : 2016/17.[5]

 Фјорентина
- Куп Италије: (финале: 2022/23)[6]
- Лига конференција: (финале: 2022/23)[7]

 Аргентина до 22
- Панамеричке игре  (1) :  2019.[8]

 Аргентина
- Копа Америка (2) :  2021,[9] 2024.
- Куп шампиона КОНМЕБОЛ—УЕФА (1) :  2022.[10]

Појединачни
- Дебитант месеца у Бундеслиги: јануар 2019.[11]
- Идеални тим Лиге конференција: 2022/23.[12]